# أحمد آل فريد
أحمد سعيد آل فريد مواليد 7 ديسمبر 1989 في ، السعودية، هو لاعب كرة قدم سعودي لعب سابقاً في نادي الصفا.